# SSGC F.C.
Sui Southern Gas Company Football Club – pakistański klub piłkarski z siedzibą w Karaczi, na co dzień występujący w rozgrywkach Pakistan Premier League. Ich największym rywalem jest drużyna Sui Northern Gas. Mecze między nimi nazywane są „Derbami Sui”.
17 września 2018 klub wygrał mecz barażowy z drużyną Gwadar Port Authority (7:1) i awansował do Pakistan Premier League.

## Sukcesy
- Mistrzostwo Football Federation League: (1×)
  - 2009/10

## Obecny skład
Stan na 26 września 2018
| Nr | Poz. | Piłkarz                  |
| -- | ---- | ------------------------ |
| 1  | BR   | Ahsanullah Ullah         |
| 3  | OB   | Amjad Hussain            |
| 4  | OB   | Muhammad Naveed          |
| 5  | OB   | Noor Muhammad            |
| 6  | PO   | Bilawal-ur-Rehman        |
| 7  | PO   | Jadid Khan Pathan        |
| 8  | PO   | Mehmood Khan             |
| 9  | NA   | Mohammad Lal             |
| 10 | NA   | Saadullah Khan           |
| 11 | OB   | Abdul Salam              |
| 12 | OB   | Zahid Nadeem             |
| 13 | OB   | Ahsanullah Khan          |
| 15 | NA   | Razziq Mushtaq           |
| 16 | NA   | Saeed Ahmed              |
| 17 | NA   | Saddam Hussain (kapitan) |
| 19 | PO   | Zakir Lashari            |

| Nr | Poz. | Piłkarz         |
| -- | ---- | --------------- |
| 20 | OB   | Nabi Bux        |
| 21 | NA   | Imran Hussain   |
| 22 | NA   | Amaanullah      |
| 23 | NA   | Habib-ur-Rehman |
| 24 | NA   | Muhammad Tahir  |
| 25 | NA   | Abdul Naeem     |
| 26 | PO   | Ubaid Ahmed     |
| 27 | NA   | Sheheryar Lasi  |
| 28 | OB   | Salal Raza      |
| 30 | BR   | Saqib Hanif     |
| 33 | BR   | Mehmood Ahmed   |
| 40 | BR   | Zubair Ahmed    |
| 55 | OB   | Aurangzeb       |
| –  | OB   | Hameed Khan     |
| –  | OB   | Waseem Rehman   |

## Sztab szkoleniowy
Stan na 26 września 2018
| Funkcja                     | Imię i nazwisko |
| --------------------------- | --------------- |
| Trener                      | Tariq Lutfi     |
| Asystent trenera            | Muhammad Javed  |
| Kierownik zespołu           | Shamim Khan     |
| Kierownik zespołu           | Saeed Asif      |
| Asystent kierownika zespołu | Nasim Ahmed     |
| Skaut                       | Amir Ahmed      |
| Skaut                       | Aftab Ahmed     |
| Skaut                       | Sarwar Ali      |